# 石橋康太
石橋 康太（いしばし こうた、2000年12月7日 - ）は、千葉県四街道市出身のプロ野球選手（捕手、内野手、外野手）。右投右打。中日ドラゴンズ所属。
苗字について、石橋自身の直筆では俗字の「石𣘺」の字体となっており、プロ入り前はこの表記での報道等も見られたが、プロ入り後の登録自体は新字体の「石橋」で統一されている。

## 経歴

### プロ入り前
千葉県出身。父兄ともに野球経験があり、捕手をしていた。四街道小学校2年生の時、四街道ブルースターズに入団したが石橋は兄・健太からミットを譲り受け、捕手を務めた。小学生のときから大型捕手として活躍し、6年時にはNPB 12球団ジュニアトーナメント ENEOS CUP 2012の千葉ロッテマリーンズジュニアに選出され、同大会で準優勝に輝いた。同時に田宮裕涼等も選出されたが正捕手を務めたのは石橋だった。四街道市立四街道西中学校入学後は千葉市リトルシニアに入団。3年の時にはリトルシニア選抜にも選出され、エキシビジョンとしてボーイズリーグ選抜と対戦した。
私立関東第一高等学校に進学すると、1年春から積極性を認められベンチ入りを果たし、内野手として活躍するようになった。第98回全国高等学校野球選手権大会に東東京代表として出場し、一回戦で敗れたものの一塁手を務めた石橋は広島新庄高校の堀瑞輝から2安打を打つ活躍を見せた。しかし、1年冬に左膝半月板を損傷し、同年末に手術を受けた。実戦に復帰できたのは翌年2年生の5月だった。この間、リハビリと共に体幹トレーニングに努めた。第99回全国高等学校野球選手権東東京大会では四番打者（守備位置は一塁手か捕手）を任され、明治神宮野球場で4試合連続で本塁打を記録し、打撃好調だった。しかし準決勝で二松学舍大附属高校にコールド負けを喫し、同校の3年連続の全国選手権出場はならなかった。2年秋からはチームの副将に就任。3年夏の第100回全国高等学校野球選手権東東京大会でも前年に続いて準決勝で二松学舍大附属高校に敗れ、ベスト4であった。高校通算で57本塁打を放った。その後の進路として大学進学も考慮したがプロ志望届を提出した。
2018年10月25日に行われたドラフト会議では、中日ドラゴンズから4位指名を受け、11月11日に契約金4000万円、年俸600万円（推定）で仮契約を結んだ。背番号は58。

### 中日時代
2019年は、7月7日の対東京ヤクルトスワローズ戦（ナゴヤドーム）で、8回裏に柳裕也の代打としてプロ初出場を果たした。中日の高卒新人捕手が一軍出場するのは1952年の河合保彦以来67年ぶりで、ドラフト制度施行後では球団史上初である。その2日後となる同9日の対広島東洋カープ戦（ナゴヤドーム）では、一軍出場2試合目で初先発出場を果たし、1歳年上の先発投手であった清水達也（当時19歳）と「10代バッテリー」を組んだ。5回裏には二死一・三塁の場面で三塁打を放ち、プロ初安打・初打点を記録した。その2日後に開催された2019年フレッシュオールスターゲームにもウエスタン・リーグ代表として選出されると、チームメイトの梅津晃大と先発バッテリーを務め、2点適時打を放った。
2020年は、一軍出場はなかったが、ウエスタン・リーグで53試合に出場し、打率.294、3本塁打、22打点、出塁率.474、OPS.818の成績を残し経験を積んだ。
2021年はシーズン開幕一軍入りを果たすも、11試合の出場、打率.143の成績に留まり5月31日に一軍登録抹消を受ける。
2022年は、4月22日に一軍に合流を果たすと、5月10・11日のヤクルト戦（神宮）で新型コロナウイルスに感染した正捕手の木下拓哉に代わり捕手として先発出場し、チームの2試合連続完封勝利に貢献した。結局同年は31試合出場、木下の一軍離脱時などに19試合捕手として先発出場し、オフの11月23日に285万円増となる950万円で契約を更改した（金額は推定）。また、同月8日に右肘と左膝のクリーニング手術を受けた。
2023年は6月13日に一軍登録された。翌日の試合で正捕手の木下拓哉が右手甲を骨折し戦線離脱したため、6月15日の千葉ロッテマリーンズ戦（バンテリンドームナゴヤ）で「7番・捕手」としてシーズン初めて先発出場した。その後も先発出場を続け、6月21日の対東北楽天ゴールデンイーグルス戦（楽天モバイルパーク宮城）では打っては2安打1打点、守っては先発投手の高橋宏斗を勝利投手に導き、ヒーローインタビューを受けた。リーグ戦再開後の24日のヤクルト戦（バンテリンドームナゴヤ）では、7回に決勝打となるプロ初本塁打を放った。同期入団の根尾昂が先発した9月30日の巨人戦（東京ドーム）では、9回に勝ち越しの本塁打を放ち、勝利に貢献した。最終的に、シーズンを通して自己最多の39試合に出場、2本塁打15打点、打率.257の成績を残した。
オフの10月24日、同年11月に開催されるアジアプロ野球チャンピオンシップ2023の日本代表メンバーに選出されることが発表された。同大会で日本代表の優勝に貢献した後の11月21日、前年度から300万円増の年俸1250万円で契約を更改した（金額は推定）。
2024年は二軍では一定の成績を残していたものの、一軍出場は11試合にとどまった。打率も.208と目立った数字を残せず、オフに100万円減の推定年俸1150万円で契約を更改した。
2025年は5月31日に一軍初昇格。6月15日の埼玉西武ライオンズ戦でプロ入り後初めて指名打者として先発出場するも、無安打に終わった（なお四球を一つ選んでいる）。結局7試合の出場で打率.167、1打点と振るわず、同23日に出場選手登録を抹消された。

## 選手としての特徴・人物
遠投115メートル・二塁送球1.9秒台の強肩に加え、高校通算57本塁打の長打力を備えており、ドラフト会議前には「高校生捕手ナンバーワン」と高く評価されていた。
担当スカウト・八木智哉から指名挨拶を受けた際には「捕手として中日で日本一になることが目標。松坂大輔さんから投球を受けたり話を聞いてみたりしたい」と述べている。ライバル視している選手は野村大樹。
愛称は「ジャガ（ジャガイモが由来で、名付け親は中日ドラゴンズの先輩であえる藤井淳志）」、「バッシー（学生時代に主に女子から）」、「イシコウ（学生時代に主に男子から）」。
父兄ともに野球経験があり、ポジションは捕手。兄・健太は現在、JR千葉硬式野球部で捕手として所属している。

## 詳細情報

### 年度別打撃成績
| 年 度     | 球 団     | 試 合 | 打 席 | 打 数 | 得 点 | 安 打 | 二 塁 打 | 三 塁 打 | 本 塁 打 | 塁 打 | 打 点 | 盗 塁 | 盗 塁 死 | 犠 打 | 犠 飛 | 四 球 | 敬 遠 | 死 球 | 三 振 | 併 殺 打 | 打 率 | 出 塁 率 | 長 打 率 | O P S |
| --------- | --------- | ----- | ----- | ----- | ----- | ----- | -------- | -------- | -------- | ----- | ----- | ----- | -------- | ----- | ----- | ----- | ----- | ----- | ----- | -------- | ----- | -------- | -------- | ----- |
| 2019      | 中日      | 12    | 18    | 17    | 0     | 1     | 0        | 1        | 0        | 3     | 2     | 0     | 0        | 0     | 0     | 0     | 0     | 1     | 8     | 0        | .059  | .111     | .176     | .288  |
| 2021      | 中日      | 11    | 16    | 14    | 0     | 2     | 0        | 0        | 0        | 2     | 0     | 0     | 0        | 1     | 0     | 1     | 0     | 0     | 3     | 1        | .143  | .200     | .143     | .343  |
| 2022      | 中日      | 31    | 75    | 67    | 3     | 12    | 5        | 1        | 0        | 19    | 4     | 0     | 0        | 6     | 0     | 2     | 0     | 0     | 11    | 1        | .179  | .203     | .284     | .486  |
| 2023      | 中日      | 39    | 77    | 70    | 7     | 18    | 6        | 0        | 2        | 30    | 9     | 0     | 0        | 6     | 0     | 1     | 0     | 0     | 7     | 0        | .257  | .268     | .429     | .696  |
| 2024      | 中日      | 11    | 29    | 24    | 1     | 5     | 2        | 0        | 0        | 7     | 3     | 0     | 0        | 3     | 1     | 1     | 1     | 0     | 7     | 1        | .208  | .231     | .292     | .523  |
| 通算：5年 | 通算：5年 | 104   | 215   | 192   | 11    | 38    | 13       | 2        | 2        | 61    | 18    | 0     | 0        | 16    | 1     | 5     | 1     | 1     | 36    | 3        | .198  | .221     | .318     | .539  |

- 2024年度シーズン終了時

### 年度別守備成績
| 年 度 | 球 団 | 捕手  | 捕手  | 捕手  | 捕手  | 捕手  | 捕手     | 捕手  | 捕手     | 捕手     | 捕手     | 捕手     |
| 年 度 | 球 団 | 試 合 | 刺 殺 | 補 殺 | 失 策 | 併 殺 | 守 備 率 | 捕 逸 | 企 図 数 | 許 盗 塁 | 盗 塁 刺 | 阻 止 率 |
| ----- | ----- | ----- | ----- | ----- | ----- | ----- | -------- | ----- | -------- | -------- | -------- | -------- |
| 2019  | 中日  | 9     | 27    | 2     | 0     | 0     | 1.000    | 0     | 1        | 1        | 0        | .000     |
| 2021  | 中日  | 6     | 21    | 1     | 0     | 0     | 1.000    | 0     | 2        | 2        | 0        | .000     |
| 2022  | 中日  | 28    | 143   | 13    | 2     | 1     | .987     | 1     | 12       | 8        | 4        | .333     |
| 2023  | 中日  | 33    | 151   | 14    | 1     | 0     | .994     | 2     | 14       | 12       | 2        | .143     |
| 2024  | 中日  | 10    | 58    | 1     | 1     | 0     | .983     | 0     | 12       | 12       | 0        | .000     |
| 通算  | 通算  | 86    | 400   | 31    | 4     | 1     | .991     | 3     | 41       | 35       | 6        | .146     |

- 2024年度シーズン終了時[注 1]

### 記録
初記録
- 初出場：2019年7月7日、対東京ヤクルトスワローズ14回戦（ナゴヤドーム）、8回裏に柳裕也の代打で出場[18]
- 初打席：同上、8回裏に久保拓眞から死球[18]
- 初先発出場：2019年7月9日、対広島東洋カープ13回戦（ナゴヤドーム）、8番・捕手で先発出場[20]
- 初安打・初打点：同上、5回裏に遠藤淳志から右翼線2点適時三塁打[20]
- 初本塁打：2023年6月24日、対東京ヤクルトスワローズ10回戦（バンテリンドーム ナゴヤ）、7回裏に小川泰弘から左越2ラン[37]

### 背番号
- 58（2019年[17] - ）

### 代表歴
- 2023 アジア プロ野球チャンピオンシップ 日本代表